# Glostrup Sogn
Glostrup Sogn er et sogn i Glostrup Provsti (Helsingør Stift). Sognet ligger i Glostrup Kommune (Region Hovedstaden) og er det eneste sogn i kommunen. Indtil Kommunalreformen i 2007 lå det i Glostrup Kommune (Københavns Amt), og indtil Kommunalreformen i 1970 lå det i Smørum Herred (Københavns Amt).
Sognet har samme geografiske afgrænsning som Glostrup Kommune
Glostrup Sogn har siden 1970 haft to sognekirker:
- Glostrup Kirke, opført i 1100-tallet.
- Østervangkirken, opført 1967-70, Danmarks 8. rundkirke.

## Historie
Oprindeligt omfattede Glostrup Sogn kun landsbyerne Glostrup, Hvissinge og Ejby. Avedøre blev i løbet af middelalderen indlemmet i sognet. Avedøre-boerne havde inden da søgt om optagelse i Brøndbyøster Sogn, men ansøgningen blev afvist af Brøndbyøsterpræsten, fordi Avedøre-boerne havde et noget blakket ry på grund af deres tilbøjelighed til sørøveri af skibe i Køge Bugt. I stedet blev de altså optaget i Glostrup Sogn.
I 1893 blev Avedøre imidlertid overført fra Glostrup Sogn til netop Brøndbyøster Sogn, og i 1965 blev Avedøre Sogn udskilt herfra som et selvstændigt sogn.

### Sognepræster i Glostrup Sogn efter 1570
- Ca. 1570-1582: Augustinus Lydicksen.
- 1582-1619: Simon Jensøn (ca. 1545 – 13. oktober 1619).
- 1619-1660: Morten Clausen (ca. 1590 – 2. maj 1660).
- 1660-1669: Hendrich Gosman (ca. 1624 – juni 1669)
- 1669-1673: Ifuer Jochumsen Først (død 1673).
- 1673-1714: Ulrich Pedersen Helt (8. august 1645 – 4. juni 1715).
- 1714-1746: Jørgen Christiansen Ganzel (1675 – 1. september 1746).
- 1746-1779: Peder Andreas Aagaard (12. marts 1718 i København – 3. december 1779).
- 1779-1791: Hans Jørgen Birch (6. september 1760 – 24. maj 1795).
- 1791-1804: Christopher Nyrop (22. september 1752 i Norge – 11. september 1831 i Nørre Vedby).
- 1805-1831: Niels Schouboe (25. marts 1757 i Bøvling – 17. december 1831 i Glostrup).
- 1832-1858: Jacob Ludvig Hansen (3. februar 1785 i København – 18. september 1874 på Frederiksberg).
- 1858-1892: Carl Frederik Stub (10. maj 1805 i København – 12. marts 1892 i Glostrup).
- 1892-1907: Hans Ludvig Schielderup Parelius Koch (29. juli 1837 i Vodder – 19. oktober 1917).
- 1908-1930: Hermann Ferdinand Marius Koch (13. april 1860 i København – 21. marts 1934).
- 1930-1954: Charles Nedermark (2. december 1892 i Kerteminde – 16. oktober 1954 i Glostrup).
- 1955-1981: Knud Langberg.